# Carla Signoris
Carla Signoris, née le 10 octobre 1958 à Gênes, dans la région de la Ligurie, est une actrice et présentatrice italienne.
En 2017, elle joue le rôle de l'ex femme de Toni Servillo dans la comédie Lasciati andare de Francesco Amato (it) et remporte à cette occasion le Ruban d'argent de la meilleure actrice dans un second rôle.

## Biographie
Elle suit les cours du Teatro di Genova (it) puis débute comme actrice au théâtre ou elle est principalement active pendant de longues années.
Dans les années 1990, elle apparaît à la télévision, d'abord comme animatrice puis présentatrice, et se lance ensuite au cinéma, ou elle incarne bien souvent des rôles secondaires. Dans les années 2000, elle joue notamment pour Carlo Mazzacurati, Massimo Cappelli et Silvio Soldini.
En 2009, elle se fait remarquer grâce à sa prestation dans la comédie Ex de Fausto Brizzi. Elle obtient notamment une nomination au Ruban d'argent et au David di Donatello de la meilleure actrice dans un second rôle. Elle tourne à nouveau pour Brizzi en 2010 dans la comédie Garçons contre filles (Maschi contro femmine). En 2014, elle donne la réplique à Ida Di Benedetto dans la comédie dramatique Leone nel basilico de Leone Pompucci.
En 2017, elle obtient le Ruban d'argent de la meilleure actrice dans un second rôle en jouant l'ex femme de Toni Servillo dans la comédie Lasciati andare de Francesco Amato (it). Elle apparaît également dans la comédie Mister Felicità d'Alessandro Siani.

## Filmographie

### Au cinéma
- 1995 : Le Cri de la lavande dans le champ de sauterelles (Peggio di così si muore) de Marcello Cesena
- 1995 : Le Laideron (La bruttina stagionata) d’Anna Di Francisca
- 1999 : Tutti gli uomini del deficiente de Paolo Costella
- 2000 : On fait un beau sourire (Fate un bel sorriso) d’Anna Di Francisca
- 2001 : Quore de Federica Pontremoli
- 2002 : A cavallo della tigre de Carlo Mazzacurati
- 2003 : Le Monde de Nemo d’Andrew Stanton (voix italienne)
- 2006 : Il giorno + bello de Massimo Cappelli
- 2007 : Giorni e nuvole de Silvio Soldini
- 2009 : Ex de Fausto Brizzi
- 2010 : Happy Family de Gabriele Salvatores
- 2010 : Garçons contre filles (Maschi contro femmine) de Fausto Brizzi
- 2011 : Femmine contro maschi de Fausto Brizzi
- 2012 : Lost in Laos d’Alessandro Zunino
- 2012 : Coutdown de Max Croci (court-métrage)
- 2014 : Allacciate le cinture de Ferzan Özpetek
- 2014 : Leone nel basilico de Leone Pompucci
- 2015 : Le leggi del desiderio de Silvio Muccino
- 2017 : Mister Felicità d'Alessandro Siani
- 2017 : Lasciati andare de Francesco Amato (it)

### À la télévision

#### Séries télévisées
- 1997: Mamma per caso (it) de Sergio Martino
- 2008 – 2010 : Tutti pazzi per amore (it) de Riccardo Milani

#### Téléfilms
- 1993 : Ci sarà un giorno (Il giovane Pertini) de Franco Rossi
- 1996 : Nei secoli dei secoli de Marcello Cesena
- 1999 : Cornetti al miele de Sergio Martino
- 2012 : Un Natale con i Fiocchi de Giambattista Avellino

### Au théâtre
- 1980 : La bocca del lupo de Remigio Zena, mise en scène de Marco Sciaccaluga
- 1980 : L'Horloge américaine d’Arthur Miller, mise en scène d’Elio Petri
- 1981 : Lupi e pecore d’Alexandre Ostrovski, mise en scène de Marco Sciaccaluga
- 1983 : E lei per conquistare si sottomette d’Oliver Goldsmith, mise en scène de Marco Sciaccaluga
- 1983 : Il matrimonio de Bertolt Brecht, mise en scène de Giorgio Gallione (it)
- 1983 : Liola de Luigi Pirandello, mise en scène de Nino Mangano
- 1984 : Gli accidenti di Costantinopoli de Carlo Goldoni, mise en scène de Giorgio Gallione (it)
- 1984 : Cinecittà de Pier Benedetto Bertoli, mise en scène d’Antonio Calenda
- 1985 : L'incerto palcoscenico, mise en scène de Giorgio Gallione (it)
- 1986 : Il malloppo di Joe Orton, mise en scène de Giorgio Gallione (it)
- 1987 : No spot di Campo, mise en scène de Mauro Pirovano
- 1987 : Sgarbi e sgorbi, mise en scène de Giorgio Gallione (it)
- 1988 : Angeli e soli d’Italo Calvino, mise en scène de Giorgio Gallione (it)
- 1990 : Barbiturico de Woody Allen, mise en scène de Giorgio Gallione (it)
- 1993 : Il bar sotto il mare de Stefano Benni, mise en scène de Giorgio Gallione (it)
- 1996 : Amlieto de Stefano Benni, mise en scène de Giorgio Gallione (it)
- 2000 : Blues in 16 de Stefano Benni, mise en scène de Giorgio Gallione (it)
- 2001 : Il racconto dell'isola sconosciuta de José Saramago, mise en scène de Giorgio Gallione (it)
- 2002 : Schroeder, Charlie Brown e Lucy, mise en scène de Giorgio Gallione (it)
- 2004 : Taglia e cuci de Marjane Satrapi, mise en scène de Giorgio Gallione (it)
- 2004 : Mi chiamo Rigoberta Menchù de R. Menchù, mise en scène de Giorgio Gallione (it)
- 2009 : Murad Murad de Suad Amiry, mise en scène de Giorgio Gallione (it)
- 2010 : Beatrici de Stefano Benni, mise en scène de Giorgio Gallione (it)

## Prix et distinctions
- Nomination au David di Donatello de la meilleure actrice dans un second rôle en 2009 pour Ex
- Nomination au Ruban d'argent de la meilleure actrice dans un second rôle en 2009 pour Ex
- Nomination au Ruban d'argent de la meilleure actrice dans un second rôle en 2015 pour Le leggi del desiderio
- Ruban d'argent de la meilleure actrice dans un second rôle en 2017 pour Lasciati andare
- Nomination au Ciak d'oro de la meilleure actrice dans un second rôle en 2017 pour Lasciati andare